# Касаційний кримінальний суд
Касаційний кримінальний суд — один із чотирьох касаційних судів у складі Верховного Суду, що переглядає у касаційному порядку судові рішення в кримінальних провадженнях в Україні.

## Історія касаційного суду з перегляду судових рішень у кримінальних провадженнях (справах)
У системі судів загальної юрисдикції з 1 листопада 2010 року діяв Вищий спеціалізований суд України з розгляду цивільних і кримінальних справ (ВССУ), утворений 1 жовтня 2010 року згідно з Указом Президента України від 12 серпня 2010 року «Про Вищий спеціалізований суд України з розгляду цивільних і кримінальних справ».
Судова реформа 2016 року передбачила ліквідацію Вищого спеціалізованого суду України з розгляду цивільних і кримінальних справ у зв'язку з утворенням нового Верховного Суду. 15 грудня 2017 року розпочав процесуальну діяльність новий Верховний Суд, а в його складі — Касаційний кримінальний суд.
Функції касаційного провадження у відповідних справах перейшли до складових частин Верховного Суду: Касаційного кримінального суду та Касаційного цивільного суду.

## Повноваження
Касаційний кримінальний суд здійснює правосуддя як суд касаційної інстанції, а у випадках, визначених процесуальним законом,— як суд апеляційної інстанції, в порядку, встановленому процесуальним законом.
Інші повноваження:
- аналізує судову статистику та узагальнює судову практику у кримінальних провадженнях (справах);
- забезпечує однакове застосування норм права судами різних спеціалізацій у порядку та спосіб, визначені процесуальним законом;
- забезпечує апеляційні та місцеві суди методичною інформацією з питань правозастосування;
- здійснює інші повноваження, визначені законом[12].

Кримінальне провадження в касаційному порядку здійснюється колегією суддів Касаційного кримінального суду Верховного Суду у складі трьох або більшої непарної кількості суддів.
У визначених Кримінальним процесуальним кодексом України випадках кримінальне провадження в касаційному порядку здійснюється судовою палатою Касаційного кримінального суду (палатою), об'єднаною палатою Касаційного кримінального суду (об'єднаною палатою) або Великою Палатою Верховного Суду (Великою Палатою).
До складу об'єднаної палати входять по два судді, які обираються зборами суддів Касаційного кримінального суду зі складу кожної із судових палат Касаційного кримінального суду, та голова Касаційного кримінального суду.
Засідання палати в суді касаційної інстанції вважається правомочним за умови присутності на ньому більше половини її складу.
Засідання об'єднаної палати вважається правомочним, якщо на ньому присутні не менше ніж дві третини її складу.

## Склад і структура
Згідно із Законом України від 2 червня 2016 року «Про судоустрій і статус суддів» Касаційний кримінальний суд входить до складу Верховного Суду. У кожному касаційному суді утворюються судові палати з розгляду окремих категорій справ з урахуванням спеціалізації суддів.
Кількість та спеціалізація судових палат визначаються рішенням зборів суддів касаційного суду з урахуванням вимог частин 5 та 6 статті 37 зазначеного Закону та судового навантаження.
У Касаційному кримінальному суді запроваджена спеціалізація суддів, уповноважених здійснювати кримінальне провадження щодо неповнолітніх, а також щодо розгляду корупційних кримінальних правопорушень або кримінальних правопорушень, пов'язаних з корупцією.
У Касаційному кримінальному суді функціонують три судові палати. Кожну судову палату очолює секретар судової палати, до повноважень якого входять організація роботи судової палати, головування на її засіданнях, організація аналізу судової статистики та вивчення судової практики, інформування зборів суддів касаційного суду про діяльність судової палати, здійснення інших повноважень, визначених законом. У разі відсутності секретаря судової палати його обов'язки виконує суддя палати, який має найбільший стаж роботи на посаді судді Касаційного кримінального суду.
Касаційний кримінальний суд очолює голова, якого обирають строком на чотири роки шляхом таємного голосування збори суддів Касаційного кримінального суду з числа суддів цього суду. Голова Касаційного кримінального суду має право обіймати цю посаду не більше двох строків поспіль.
Голова Касаційного кримінального суду:
- представляє касаційний суд перед органами державної влади, органами місцевого самоврядування, фізичними та юридичними особами з питань діяльності цього суду;
- визначає адміністративні повноваження заступників голови касаційного суду;
- контролює ефективність діяльності структурного підрозділу апарату Верховного Суду, який здійснює організаційне забезпечення діяльності відповідного касаційного суду, погоджує призначення на посаду та звільнення керівника цього підрозділу — заступника керівника апарату Верховного Суду, вносить подання про заохочення або накладення на нього дисциплінарного стягнення відповідно до законодавства;
- повідомляє Вищу кваліфікаційну комісію суддів України та Державну судову адміністрацію України, а також через вебпортал судової влади про вакантні посади суддів у касаційному суді у триденний строк з дня їх утворення;
- скликає збори суддів касаційного суду; вносить на розгляд зборів питання та головує на їх засіданнях;
- інформує збори суддів касаційного суду про стан правосуддя у відповідній судовій спеціалізації та практику вирішення окремих категорій справ;
- забезпечує виконання рішень зборів суддів касаційного суду;
- організовує ведення та аналіз судової статистики в касаційному суді, вивчення судової практики, інформаційно-аналітичне забезпечення суддів з метою підвищення якості судочинства;
- сприяє виконанню вимог щодо підтримання кваліфікації суддів касаційного суду, підвищення їхнього професійного рівня;
- здійснює інші повноваження, визначені законом[16].

У разі відсутності голови Касаційного кримінального суду його адміністративні повноваження здійснює один із заступників голови Касаційного кримінального суду за визначенням голови ККС ВС, за відсутності такого визначення — заступник голови Касаційного кримінального суду, який має більший стаж роботи на посаді судді, а в разі відсутності заступника голови касаційного суду — суддя цього суду, який має більший стаж роботи на посаді судді.
Заступник голови касаційного суду здійснює адміністративні повноваження, визначені головою касаційного суду.
Організаційне забезпечення діяльності Касаційного кримінального суду здійснює секретаріат суду, який очолює заступник керівника апарату Верховного Суду — керівник секретаріату Касаційного кримінального суду.

## Керівництво
Голова — Марчук Олександр Петрович.
Заступник голови — Антонюк Наталія Олегівна.